# Luciano Kummer
Luciano Juan Kummer (Rafaela, Provincia de Santa Fe, Argentina; 24 de julio de 1992) es un futbolista argentino. Juega como marcador central y su primer equipo fue Colón de Santa Fe. Actualmente milita en Ben Hur de Rafaela del Torneo Regional Amateur.

## Clubes
| Club               | País      | Año       |
| ------------------ | --------- | --------- |
| Colón de Santa Fe  | Argentina | 2011-2013 |
| Ben Hur de Rafaela | Argentina | 2013-?    |